# Krasnoznamensk
Krasnoznamensk (em russo: Краснознаменск) é uma cidade fechada da Rússia situada no óblast de Moscou. Ela possui uma população de cerca de 36,103 habitantes (2010).

## Esporte
A cidade de Krasnoznamensk possui um clube no Campeonato Russo de Futebol, o FC Krasnoznamensk.